# Теклінська дача (заказник)
Теклінська дача — ландшафтний заказник місцевого значення в Черкаському районі Черкаської області.

## Опис
Заказник площею 732 га розташовано у кв. 54, 55, 57—66 Смілянського лісництва державного підприємства «Смілянське лісове господарство».
Як об'єкт природно-заповідного фонду створено рішенням Черкаського облвиконкому від 08.01.1986 р. № 7.
Лісові масиви з перевагою пристигаючих листяних насаджень із ясена звичайного, дуба черешчатого, граба звичайного, клена. Оригінальний хвилястий рельєф, місце розмноження корисної мисливської фауни.

## Галерея

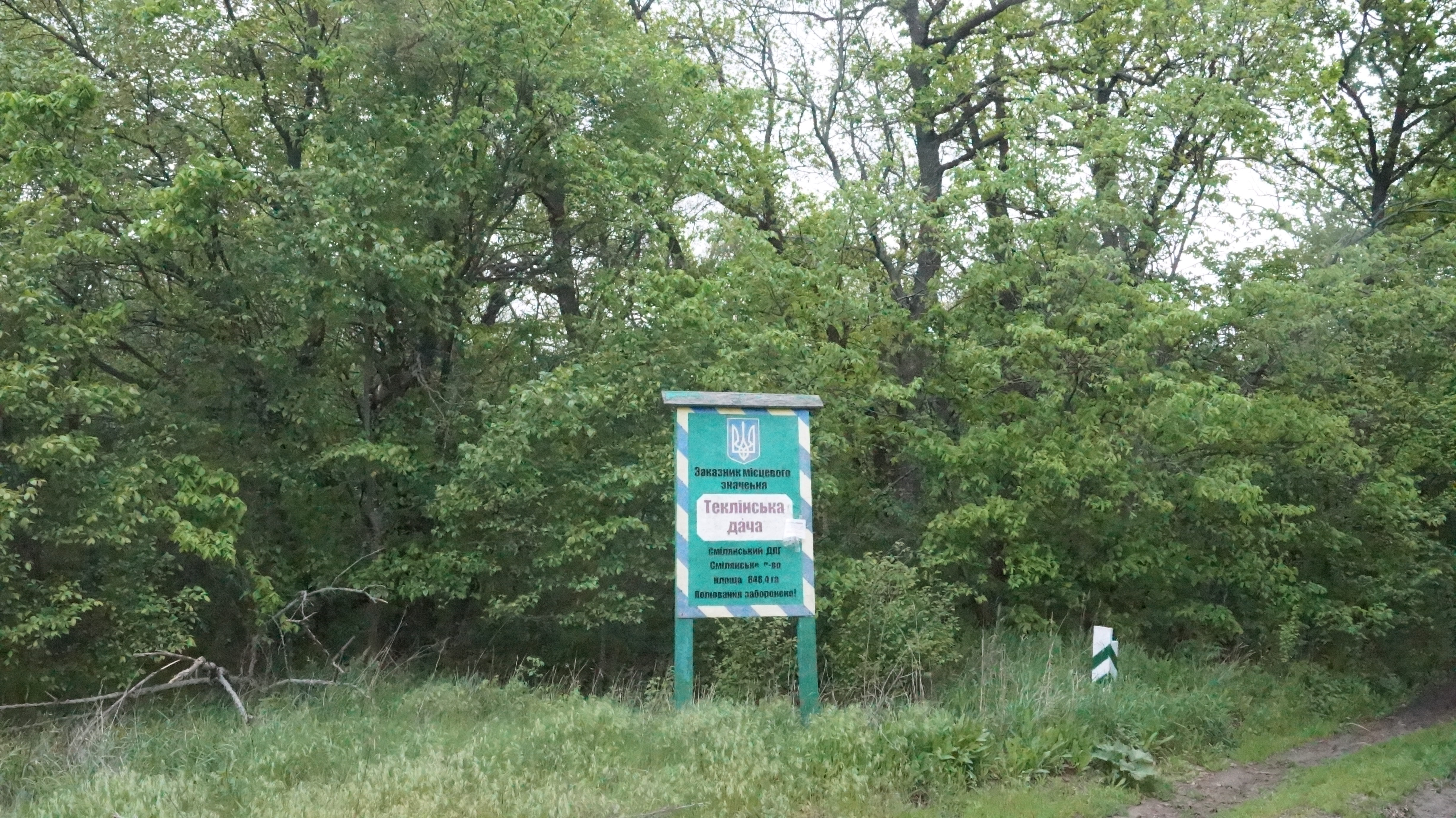
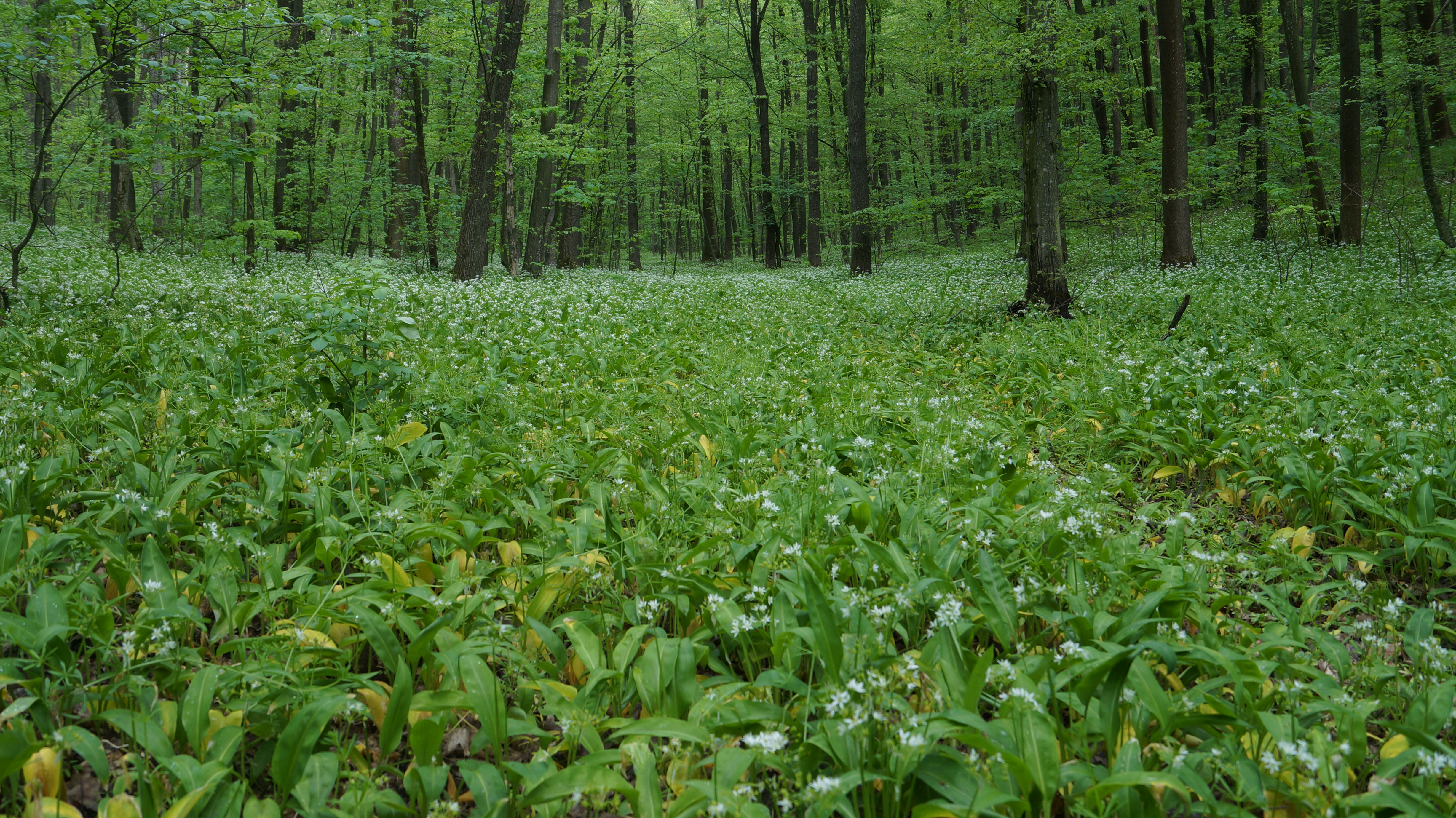
Ведмежа цибуля в заказнику
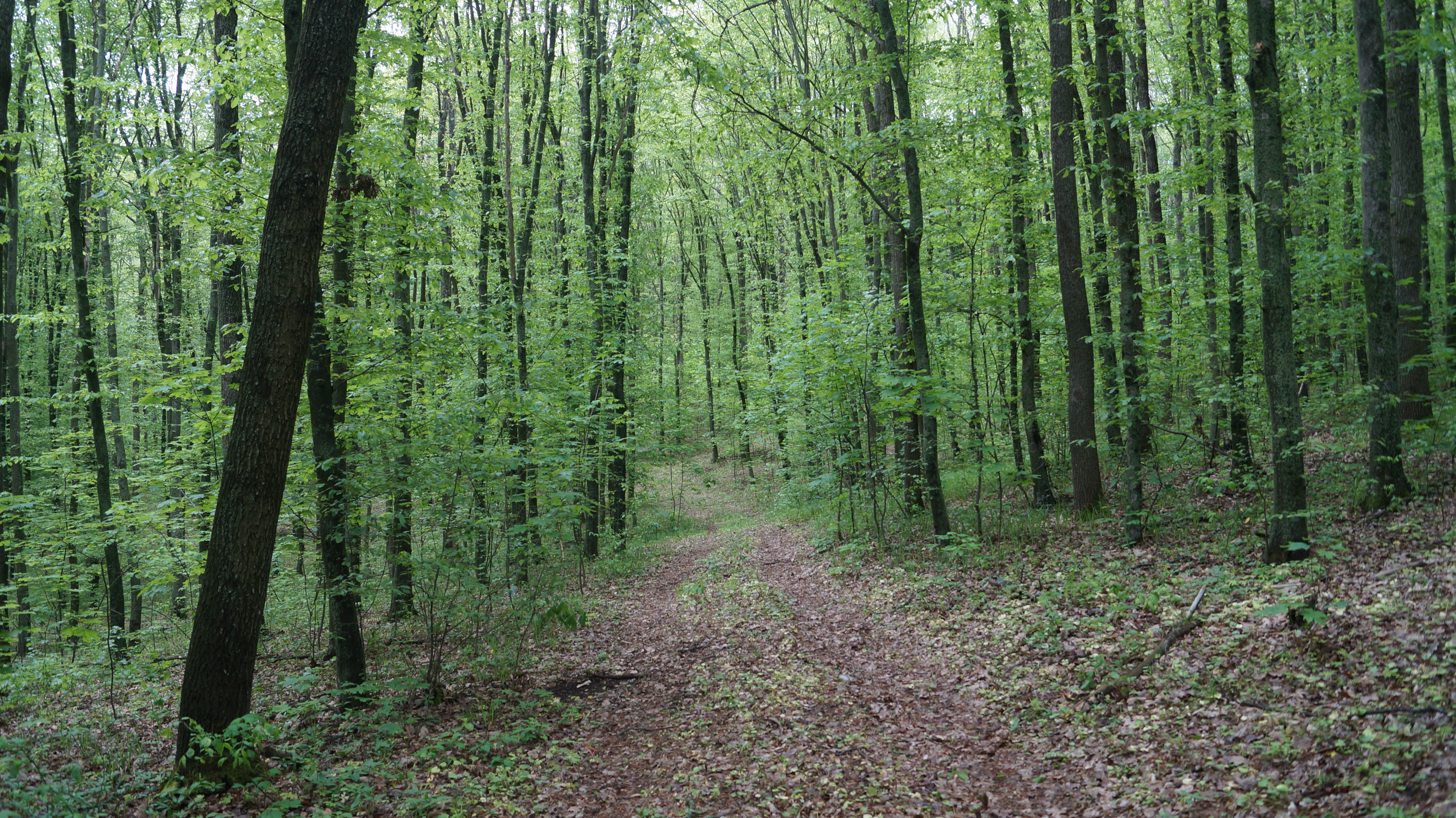
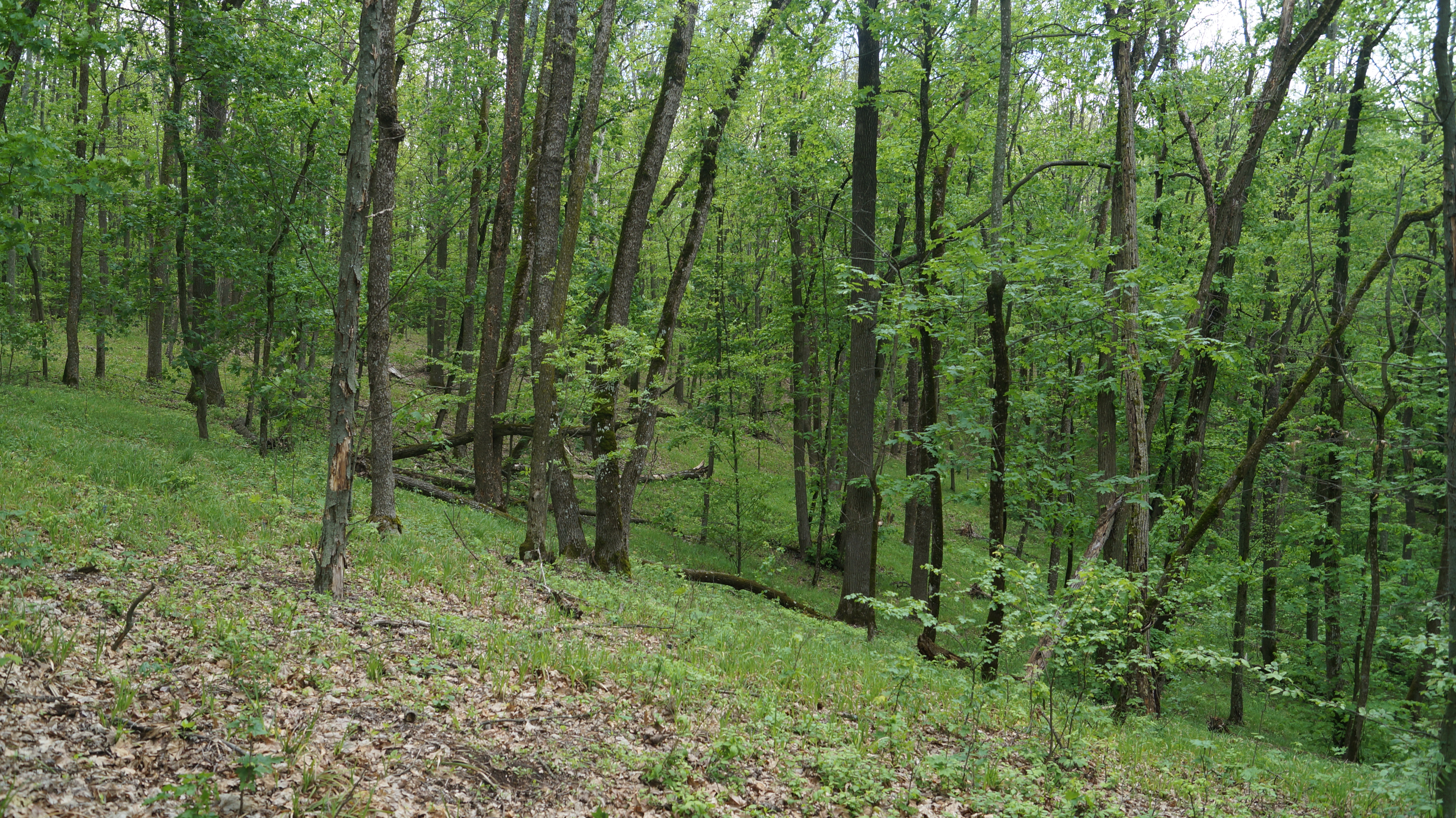
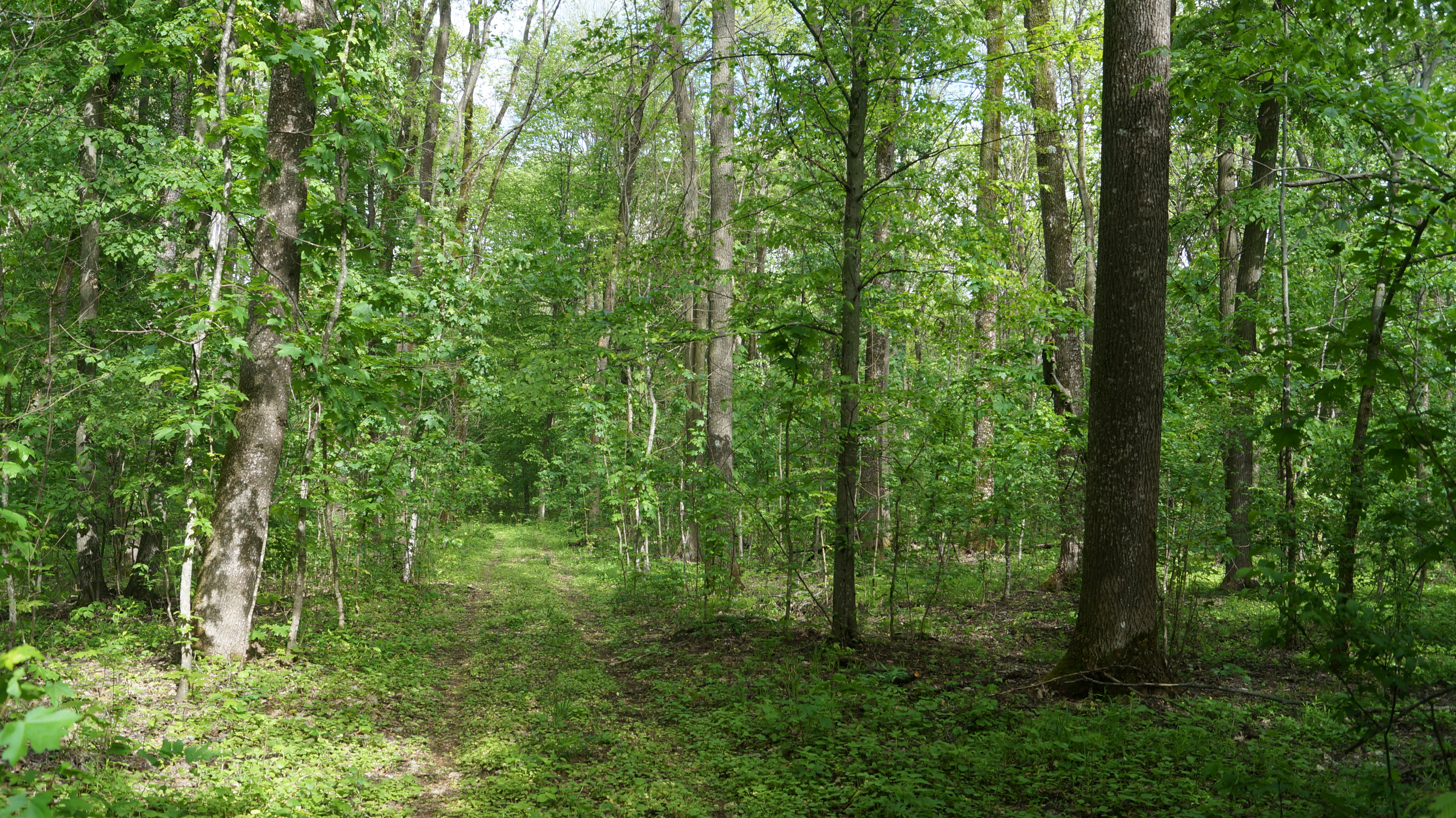
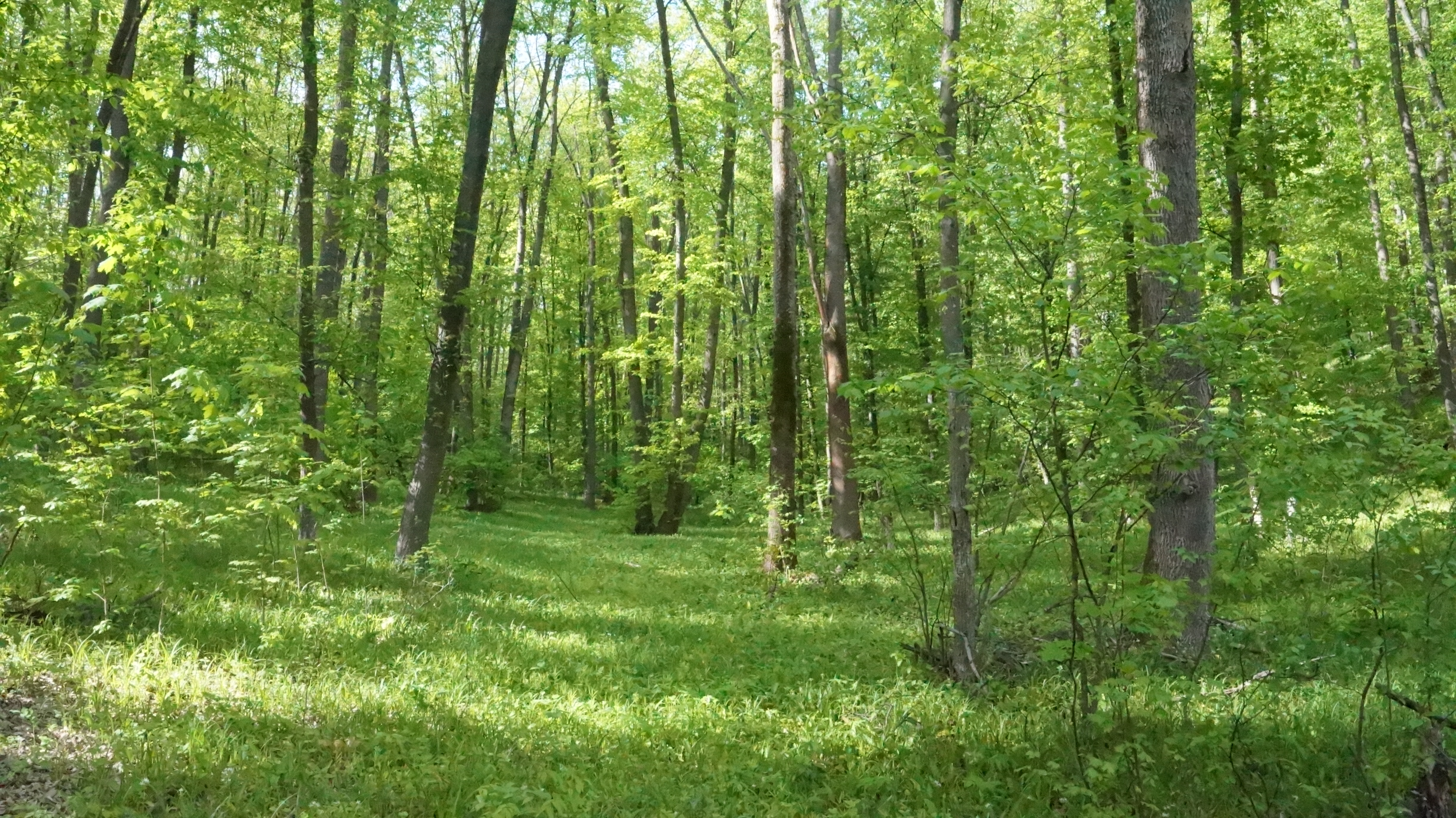